# Pavilhão Municipal José Natário
Il Pavilhão Municipal José Natário è un palazzetto dello sport della città di Viana do Castelo in Portogallo. Ha una capienza di 2.020 posti. Fino al 2019 il nome dell'impianto era Pavilhão Municipal José Natário. L'impianto venne inaugurato nel 1980. Di proprietà del Comune di Viana do Castelo ospita le gare casalinghe della Juventude Viana.

## Eventi ospitati
- Finale della Coppa Continentale 2011-2012
- Campionati europei Under-20 2016